# Pinhead (Hellraiser)
Pinhead es un personaje de ficción de la trilogía literaria compuesta por las novelas Hellraiser, The Scarlet Gospels y Hellraiser: The Toll; sin embargo es más conocido por su presencia en la serie de once películas de terror iniciada con Hellraiser que se basan e inspiran en el primer libro de la trilogía. Fue creado por el escritor y cineasta británico Clive Barker y es interpretado en las primeras ocho entregas por Doug Bradley, Stephan Smith Collins en la novena, Paul T. Taylor en la décima y Jamie Clayton en la adaptación.
Su nombre original, en el primer film de la saga, era "Lead Cenobite" (Cenobita Líder en español), pero pronto el apodo Pinhead sobresalió tras el estreno y se convirtió en la forma más popular para referirse al personaje; sin embargo, solo en la décima entrega este nombre es usado por primera vez por otros personajes de la saga para referirse a él.

## Biografía de ficción

### Origen
Elliot Spencer fue capitán del ejército británico durante la Primera Guerra Mundial. Tras las atrocidades e intensas emociones allí vividas, el mundo que le rodeaba dejó de tener interés para él, y se aventuró a buscar otras realidades, recurriendo a sabidurías y leyendas ocultistas prohibidas.
Cayó en sus manos una antigua Caja-Puzzle, fabricada por el francés Phillip LeMarchand en 1784, por encargo de un burgués ocultista, el cual terminó de dar forma al instrumento llamado La Configuración del Lamento. La resolución de la Caja-Puzzle no dependía sólo de sus engranajes; el ingrediente más importante corría a cargo del interesado, y no era otra cosa que el deseo auténtico de nuevos placeres o experiencias, lo cual Spencer tenía. Su trastorno mental (consecuencia de la Primera Guerra Mundial) y su aborrecimiento del mundo conocido lo llevaron, a la larga, a resolver el enigma de la caja. Al hacerlo, se introdujo en un mundo paralelo al nuestro (confundido por muchos con el infierno), donde el dolor y el placer son indivisibles, y donde conceptos como el bien y el mal escapan a definiciones certeras.
Su alma se fundió con el espíritu de Xipe Totec, el "Pontífice Oscuro del Dolor". Una eternidad saboreando los placeres de ese lugar le condujo finalmente a ser líder de los llamados Cenobitas, seres que se encargaban de conceder el "placer prohibido" a quienes los buscaban. El propio Spencer, desnaturalizado ya de su faceta humana, fue conocido entre los mortales como Pinhead (traducido literalmente como alfiletero y doblado ocasionalmente al español como Acérico).

### Historia
Pinhead, el líder de los cenobitas, es para algunos una pesadilla, y para otros un sueño. Aunque originalmente fue un fiel servidor de Leviathán, el dios regente de la dimensión de la que es nativo, sus últimas experiencias en nuestro mundo despertaron en él otro tipo de ambiciones. Se fue impregnando de la personalidad humana, sobre todo tras las fatales revelaciones que tuvo en su segundo encuentro con Kirsty Cotton, quien mientras intentaba huir del reino de Leviathán le recordó su pasado humano que ya había olvidado a él y los otros cenobitas; nuevamente humanizado, junto a sus compañeros se sacrificarían protegiendo a Kirsty del que hasta ese momento fuera su dios, sin embargo, los restos de su esencia oscura pasarían a este mundo en la forma de un pilar del dolor a través de una puerta nacida en el colchón donde muriera la madrastra de Kirsty y fuera reinvocada.
A raíz de las nuevas emociones que despertaron en él después de sus encuentros con Kirsty Cotton, su esencia se dividió en dos entidades: el alma de Elliot Spencer, encerrada en el mundo de los sueños y la guerra; y Pinhead atrapado en el pilar del dolor y liberado por un humano codicioso en este mundo, quien se dejó seducir por el pecado humano en sus diversas formas: la codicia, el ego, la ira, la avaricia, etc.; disfrutándolo, aprendió de la naturaleza humana y decidió usarlo a su favor, ya que al encontrarse sin su alma humana se enajenó de su lealtad al infierno y leyes que lo limitaban, intentando abrir de forma permanente las puertas del mundo de los cenobitas, para poder unirlo con el mundo humano y hacerse con el poder total. Posteriormente se encontraría con Joey, una nueva usuaria de la caja, quien lo fusiona otra vez con Elliot Spencer, y con ello queda una vez más sometido a las leyes cenobitas.
Sin embargo, al encarar a Winter LeMarchand, uno de los descendientes de Phillip LeMarchand (creador del cubo) en la época contemporánea, quien intentó crear un infierno en la Tierra dándole a los seguidores de su secta atributos cenobitas, se observa que sus actos no enfurecen a Pinhead por aspirar a ser como él, sino por traer el infierno a este mundo, ya que en un momento de furia increpa el atrevimiento de tal acto después que él se sacrificara, transformándose nuevamente en Pinhead, para mantener el equilibrio.
Ya después de su separación y reunificación conservó su conciencia humana, pero él mismo ha reconocido que el mero hecho de ser Pinhead lo sujeta a leyes estrictas respecto a sus funciones y atributos a los cuales él mismo es muy apegado, demostrándolo especialmente en el cumplimiento de la norma de la caja, según la cual debe llevarse a quien la resuelva para ser torturado por la eternidad o en caso de que el individuo le sea arrebatado, alguien a su elección.
En la actualidad durante la cacería del asesino serial conocido como El Preceptor por parte de la policía, el cielo, lo cenobitas y la Inquisición Estigia, Pinhead desautorizó al guardián del Edén y guio a este asesino a su muerte contra los edictos del cielo, que ordenaban que siguiera vivo para que la gente abrazara la fe a través del miedo y cuando el guardián amenazó con castigarlo, Pinhead lo destruyó, cosa que le valió ser castigado por el Cielo exiliándolo a la Tierra como un mortal, aunque esto no significaba que volviera a ser Elliot Spencer ya que aun conserva la mente de Pinhead, de forma que debe sufrir la condena de ser un cenobita viviendo como un humano en este mundo alejado del sufrimiento que tanto ama sentir y provocar. Aun así, eventualmente es sabido que retomará su lugar como sumo pontífice de la orden de la Escisión, ya que su muerte definitiva, o al menos la última referencia suya que se tiene, será en el año 2127 por el Dr. Marchant, último descendiente vivo de Phillip LeMarchand logre crear una versión perfecta de la caja de luz y lo encierre en ella.

## Características

### Apariencia
Su mayor característica (por la cual se ganó su sobrenombre) es la intrincada red de laceraciones que recorre su cabeza formando un patrón cuadriculado, con gruesos alfileres clavados en cada una de las intersecciones tan profundamente que llegan hasta el hueso. Viste una sotana monopieza de cuero negro, unida a su pálida piel lacerada mediante complejos mecanismos de tortura (ganchos y cadenas), que hacen referencia al santo oficio que obra.

### Habilidades
Aunque rara vez gusta de ser el primero de los Cenobitas en tomar la acción, Pinhead posee un sinnúmero de facultades y conocimientos que le valen su cargo como sumo sacerdote y líder.
- La más agresiva de ellas, y su favorita, es la capacidad para materializar gruesas cadenas con ganchos en sus extremos desde cualquier espacio en que se manifieste una sombra, las cuales se mueven según su voluntad. Cuando Pinhead se presenta en algún lugar, estas aparecen colgando de paredes y techos a su alrededor y sólo basta su deseo para que ataquen como si fueran serpientes.
- Mientras está en su dimensión (por lo general se le llama infierno, pero en realidad es un plano físico diferente, que se entrelaza con otros mundos, incluyendo el humano) puede manipular la Caja de Lemarchand, recodificándola bajo nuevos patrones a su gusto.
- También, como todo cenobita, una vez que se ha manifestado en esta dimensión, puede permanecer de forma invisible hasta que pueda llevarse a su presa. En el primer film se ve que tras hacer el trato con Kirsty Cotton sólo aparece después que Frank Cotton reconoce ser un fugitivo. En la quinta película se muestra abiertamente tras varios días, después que Joseph Thorne abriera el cubo, y tras torturarlo mentalmente todo ese tiempo.
- Una habilidad que también posee es la de cambiar de forma. En Hellraiser III, adopta el aspecto del padre de Joey para engañarla y lograr que le entregue la caja; de la misma forma en Hellraiser: Inferno toma forma humana para ganarse la confianza de Joseph, lo mismo en Hellraiser: Bloodline, donde imita la voz del hijo de John Merchant para presionarlo.
- Suele llevar un cinturón del cual cuelgan diversas armas blancas y elementos corto-punzantes, pero estos son sólo herramientas a utilizar en quienes lo invoquen.
- Finalmente, la más peligrosa y aterradora de sus habilidades es la capacidad de transformar humanos en Cenobitas por medio de la tortura y mutilación. En este acto muestra su especial sentido del humor, ya que sus víctimas se ven transformados en monstruos que representan alguna característica que los distinguía en vida.

## Presencia en la cultura popular
- Pinhead ha sido retratado en la serie animada Los Simpsons en más de una ocasión. En el capítulo Stop, or My Dog Will Shoot!, de la decimoctava temporada de la serie Los Simpson, Bart fantasea que su perro se volverá un policía con el aspecto de RoboCop que le dispara a varios monstruos, siendo uno de ellos Pinhead. En una escena eliminada de Treehouse of Horror V, Pinhead aparece detrás de una puerta, con un tono de piel muy blanco. En otro de esos especiales de Halloween, se parodia la historia de El resplandor (basada en la novela homónima de Stephen King); cuando Homer enloquece y Marge debe encerrarlo en un congelador, un grupo de monstruos, entre ellos Pinhead, lo arrastran fuera de allí.
- En la miniserie de historietas Violator (perteneciente al universo de Spawn) El Payaso comenta con orgullo el aspecto clásico de su amo Malebolgia, por ser un demonio con cuernos y pezuñas, mostrando desagrado por los que llama "demonios New Age", vestidos de cuero y con alfileres en la cara, una clara referencia a Pinhead. En la historieta Medieval Witchblade, de la misma editorial, es posible observar que la Caja de Lemarchand es uno de los tesoros guardados dentro de la bóveda de los tesoros élficos.
- La apariencia de Némesis, de Resident Evil, está basada en el diseño físico de los cenobitas (especialmente Chatterer).
- En la serie de anime Berserk, de Kentaro Miura, los cinco ángeles de la mano divina tienen una apariencia claramente similar a los cenobitas que aparecen en el primer film de la saga de Hellraiser.
- En la película The Cabin in the Woods, uno de los muchos horrores a los que pueden ser sacrificadas las víctimas (Si escogen la Caja de Lemarchand, que también aparece) es una especie de "Pinhead" pero con discos de sierra en la cabeza en vez de alfileres.
- La portada en español de la novela La máquina de los presagios de Terry Goodkind presenta una máquina con un diseño muy similar a la Caja de Lemarchand.
- La carta monstruo Jinzo, del juego Yu-Gi-Oh! está inspirada en la apariencia de Pinhead.[7]
- La película Event Horizon de 1997, toma a la saga Hellraiser y sus personajes como una de sus fuentes de inspiración, siendo posible ver esto en la estética de la nave, la descripción de la dimensión infernal o el aspecto del antagonista.[8]
- En la serie South Park aparece Pinhead en los episodios Imaginacionlandia II e Imaginacionlandia III como una de las imaginaciones malvadas, siendo asesinado por Jesús.
- En Las Macabras Aventuras de Billy y Mandy hay una versión de Pinhead: en esta, de su cabeza salen pinos de bolos, la Caja de Lemarchand es un cubo de Rubik y los cenobitas son unos demonios fiesteros; es liberado por Billy y trata de vengarse de Puro Hueso por abandonar a su hermana. Es nuevamente encerrado por el papá de Billy cuando éste juega con el cubo.
- En Padre de Familia, durante un recuerdo de Peter Griffin, Pinhead aparece cenando con una mujer, ella le pide sal y él se la pasa un poco abierta como broma. A ella se le cae y le dice que ahora tiene más sal de la que le dio.
- En Los padrinos mágicos cuando Timmy Turner escapa a la feria se pueden apreciar la mujer barbuda, "El Fuerte", "el hombre cocodrilo" y "clavos", este último con la apariencia de Pinhead.
- XPYC team se dedica a hacer anuncios de frituras y en uno aparece Pinhead peleando contra el Demonio de Tasmania.
- En Stan Helsing aparece como villano de la historia.
- El 17 de agosto de 2021 fue anunciado como un personaje jugable del videojuego Dead by Daylight.